# PTCDA
3,4,9,10-Perylentetracarbonsäuredianhydrid (PTCDA) ist ein Pigment, das in der Entwicklung organischer Halbleiter-Bauelemente verwendet und von der Farbmittel-Industrie für kommerzielle Anwendungen hergestellt wird.

## Struktur
Es basiert in seiner molekularen Struktur auf dem polycyclischen aromatischen Kohlenwasserstoff Perylen.
Von der Kristallstruktur sind zwei Modifikationen bekannt (alpha und beta). Die zweidimensionale Struktur von PTCDA-Schichten, die sich durch Molekularstrahlepitaxie erzeugen lässt, wurde auf verschiedenen Substraten mittels Rastertunnelmikroskopie eingehend untersucht, darunter Graphit, Molybdändisulfid (MoS2), Kupfer und Silber. Neben diesen metallischen Substraten wurde auch die Epitaxie auf verschiedenen Isolatoroberflächen wie NaCl, KCl und KBr untersucht.

## Eigenschaften

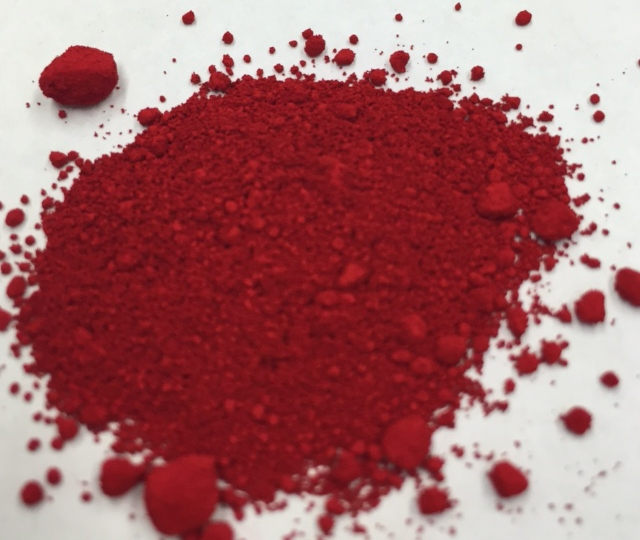
Pigment Red 224

PTCDA ist ein planares Molekül mit einem zweidimensional konjugierten π-Elektronensystem, welches über das gesamte Perylengerüst delokalisiert ist. Das Anhydrid ist ein organischer Halbleiter (n-Leiter) aus der Gruppe der zweidimensional kondensierten Ringsysteme.

## Verwendung
Als organischer Halbleiter lässt sich PTCDA z. B. für die Herstellung von organischen Feldeffekttransistoren verwenden. Derivate der PTCDA lassen sich als Schicht in organischen Solarzellen einsetzen oder dienen als Adsorbat zur Sensibilisierung von Titandioxid-Solarzellen für sichtbares Licht. PTCDA eignet sich zudem als Photokatalystor zur Sauerstoff-Produktion aus Wasser mittels Sonnenenergie.
Als Pigment wird PTCDA vor allem in hochwertigen Industrie-Lacken, insbesondere im Automobil-Bereich, eingesetzt.